# Regiony Anglii
Najwyższą jednostką samorządu terytorialnego Anglii są regiony. Anglia podzielona jest na 9 regionów, z których każdy wewnętrznie składa się z przynajmniej jednego hrabstwa.
Regiony zostały utworzone w 1994 i od 1996 do momentu wyjścia Wielkiej Brytanii z Unii Europejskiej stanowiły okręgi wyborcze w wyborach do Parlamentu Europejskiego. Wszystkie regiony mają ten sam status prawny, lecz regionowi londyńskiemu przekazano władzę większą niż innym. Regiony znacznie się między sobą różnią, zarówno pod względem wielkości, jak i liczby zamieszkującej je ludności.

## Podział regionów
Samorządy terytorialne w Anglii nie stosują jednolitej struktury podziału – różne regiony podzielone są więc w różny sposób. Wielki Londyn podzielony jest na gminy miejskie (dzielnice – ang. borough), inne regiony podzielone są na hrabstwa metropolitalne i niemetropolitalne oraz jednolite jednostki administracyjne (unitary authority). Hrabstwa podzielone są dalej na dystrykty a czasem także na gminy.
Regiony podzielone są także na podregiony które zwykle gromadzą lokalne jednostki administracyjne połączone ze sobą socjalnie lub ekonomicznie. Nie są one jednak elementem oficjalnego podziału i wykorzystywane są głównie do celów planowania strategicznego.